# Секу Туре
Секу Туре (фр. Sékou Touré, 1 травня 1934, Буаке — 2 квітня 2003) — івуарійський футболіст, що грав на позиції нападника. Відомий за виступами в низці івуарійських і французьких клубів, зокрема за клуби «Африка Спортс» та «Монпельє», а також національну збірну Кот-д'Івуару.

## Клубна кар'єра
У професійному футболі Секу Туре дебютував 1954 року виступами за команду «АСЕК Мімозас», в якій грав до кінця року. У 1955—1958 роках футболіст грав у складі іншої абіджанської команди «Африка Спортс».
У 1958 році Секу Туре перебрався до метрополії, і протягом 1958—1959 років грав у складі французького клубу «Олімпік» (Алес). У 1959 році івуарієць перейшов до клубу «Сошо», у складі якого грав до 1960 року. До кінця 1960 року Туре грав у складі клубу «Форбак».
У 1961 році Секу Туре став гравцем клубу «Монпельє». У складі «Монпельє» івуарієць став одним з головних бомбардирів команди, а в сезоні 1961—1962 років з 25 забитими голами став кращим бомбардиром чемпіонату Франції. Згодом з 1962 по 1963 рік футболіст грав у складі команд «Гренобль» та «Ніцца», але високою результативністю вже не візначався. У складі наступних клубів «Нім-Олімпік» і «Дьєпп» івуарійський нападник також грав без особливих успіхів. Завершив ігрову кар'єруСеку Туре в команді «Безьє», за яку виступав протягом 1965—1966 років, та де на фініші виступів на футбольних полях зумів відзначитись висою результативністю, забивши 14 голів у 32 проведених матчах.

## Виступи за збірну
1957 року дебютував в офіційних матчах у складі національної збірної Кот-д'Івуару, в якій Туре грав до 1965 року.
Помер Секу Туре 2 квітня 2003 року на 69-му році життя.

## Титули і досягнення
- Найкращий бомбардир чемпіонату Франції:

«Монпельє»: 1961–1962 (25 м'ячів)